# Hirschgund
Hirschgund (mundartlich: Hiərschgünd) ist ein Gemeindeteil der Gemeinde Balderschwang im bayerisch-schwäbischen Landkreis Oberallgäu.

## Geographie
Der Weiler liegt circa sieben Kilometer südlich des Hauptorts Balderschwang im Hirschgundtal. Südlich von Hirschgund verläuft die Staatsgrenze zur vorarlbergischen Gemeinde Sibratsgfäll. Der Ort ist einzig über Sibratsgfäll oder Oberstdorf zu erreichen. Südlich von Hirschgund befindet sich das Naturschutzgebiet Hoher Ifen mit dem Gottesackerplateau. Ebenfalls südlich der Siedlung fließt der Ru- bzw. Schönbach.

## Ortsname
Der Ortsname deutet auf eine (Siedlung bei der) muldenförmigen Hochweide, auf der Hirsche vorkommen hin.

## Geschichte
Hirschgund wurde erstmals urkundlich im Jahr 1446 als die alb gen. Hirsgund erwähnt. Im Jahr 1453 wurde die alb Hirsgunth als stiftskemptische Lehen genannt. 1485 wurde der Ort Riezlern zugerechnet. Über die Jahrhunderte hinweg wurden die Obere und Untere Hirschgundalpe genannt, die unter anderem im Besitz des Klosters Kempten und des Klosters Mehrerau waren.